# Майдан Шептицького
Майда́н митрополи́та Андре́я Шепти́цького (носить цю назву від 1990 року) — площа в місті Івано-Франківськ. Духовно-культурний осередок міста. Неабиякої популярності йому додає розташування в історичному центрі міста поруч із площею Ринок.

## Архітектурні пам'ятки

Пам'ятник митрополиту Андрею Шептицькому

На майдані знаходяться дві важливі архітектурні пам'ятки міста — греко-католицький катедральний собор Святого Воскресіння Христового та Колегіальний фарний костел Пресвятої Діви Марії (колеґіата)), де зараз розміщується Івано-Франківський обласний художній музей.
Нинішній греко-католицький катедральний собор Святого Воскресіння Христового був збудований у 1713–1722 роках як єзуїтський костел. При ньому були також монастир і школа. Імовірно, раніше на місці костелу єзуїтів височіла дерев'яна церква (про неї згадував мандрівник Ульріх фон Вердум, який перебував у Станиславові 1672 року). У середині XVIII століття костел перебудували у зв'язку з вадами конструкції та недостатньою міцністю фундаменту.
Після захоплення Прикарпаття Священною Римською імперією (Австрійською монархією Габсбурґів) у 1773 році орден єзуїтів було скасовано, костел закрили. Поступово споруда занепала.
У середині XIX століття в місті організували греко-католицьке єпископство, після реставрації колишній костел єзуїтів став Свято-Воскресенським катедральним собором. Реставрація та художнє оформлення церкви значно прискорились завдяки фінансовому сприянню станіславівського єпископа Андрея Шептицького.
Будівництво мурованого приміщення Єзуїтської колегії (колеґіуму) при костелі завершили у 1744 році; за парти сіли 400 учнів. Через 40 років австрійська влада закрила колегію, перетворила її на німецьку гімназію. Після захоплення краю поляками до 1939 року це була польська гімназія, два роки по тому — середня школа. Від 1945 року тут розміщується морфологічний корпус Івано-Франківського медичного університету.

## Пам'ятники

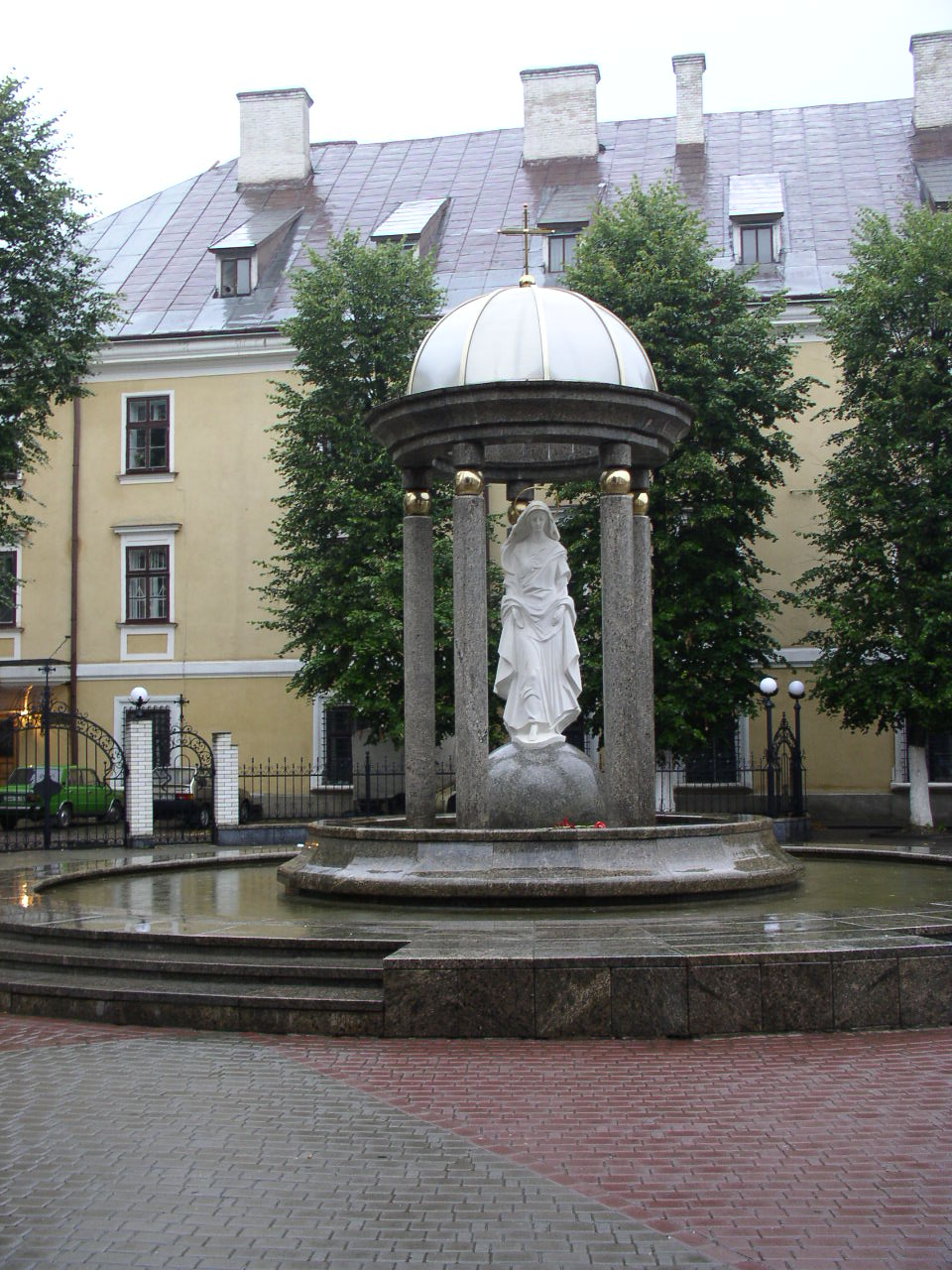
Фонтан із Статуєю Пресвятої Діви Марії

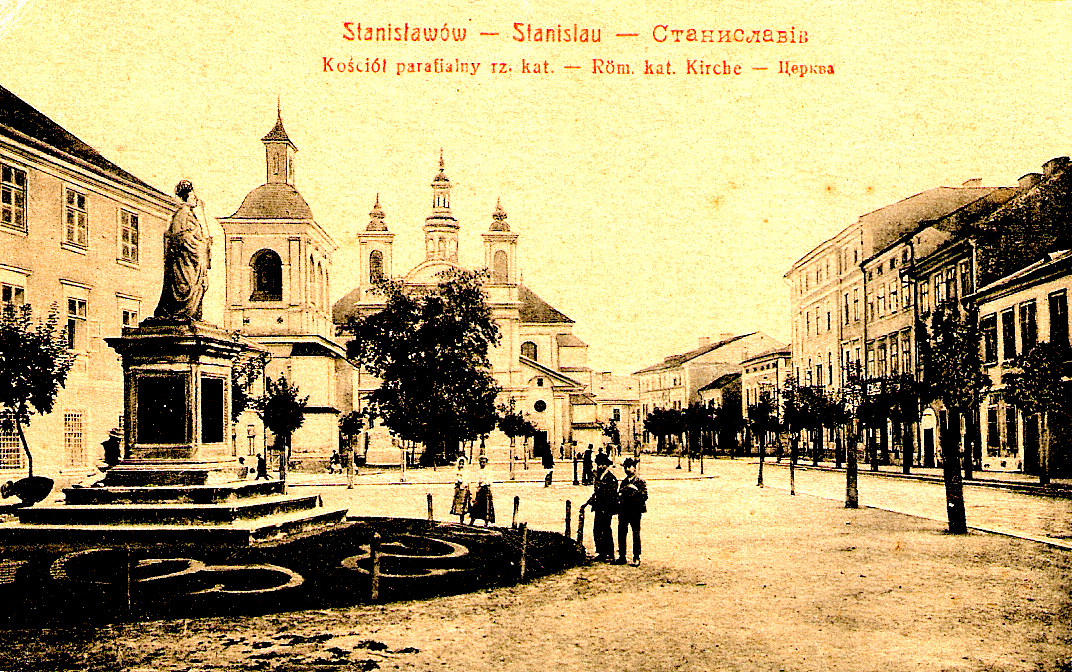
Пам'ятник Францу Йосифу I на площі Францішка

## Фестивалі
Майдан є місцем проведення знаних фестивалів, зокрема міжнародного фесту «Свято ковалів», фестивалю народного декоративно-прикладного мистецтва «Карпатський вернісаж», «Свята хліба» тощо.